# Скулкин, Андрей Яковлевич
Андрей Яковлевич Скулкин (1888 — 1961) — революционер и политический деятель.

## Биография
Андрей Яковлевич Скулкин родился в 1888 году. Русский. Член ВКП(б) с 19 марта 1918 года.
В 1905 году проживал в Казани, затем в Оренбурге. В 1908 году покинул Оренбург в поисках работы из-за голода и домашних обстоятельств.
Плотник-столяр у подрядчика строительных и плотницких работ Якушева в Актюбинске.
18 января 1918 года создан Актюбинский уездный исполком, председателем выбран Скулкин. С 19 января 1918 по 3 февраля 1919 года председатель Актюбинского уисполкома.
С ноября 1918 года врид председателя Актюбинского комитета ВКП(б).
С 1918 года член правления Союза мастеровых.
С декабря 1919 года председатель Актюбинской уездной комиссии по борьбе с дезертирами. Просит о переводе на работу в "Союз строительных мастерских".
30 августа 1920 года состоялся Пленум Актюбинского Совета народного хозяйства. Председателем президиума Совнархоза избран Скулкин. 
В октябре 1920 года председатель Актюбинского уездного Совнархоза. Вместе с этим чрезвычайно-уполномоченный Актюбинской уездной посевной комиссии.
12 июля 1921 года выбыл из членов президиума Актюбинского губернского Совнархоза и направлен в распоряжение губернского комитета партии.
На руководящей работе в городе Куйбышев и других городах.